# Monstruo marino
Un monstruo marino es el término usado para referirse a una hipotética criatura acuática desconocida para la ciencia; generalmente de grandes proporciones, de las cuales se dice que han existido supuestamente una infinidad de posibles avistamientos y testimonios en todo el mundo. A partir de su popularidad, se han formado cantidad de leyendas sobre varias de estas criaturas desde las épocas más antiguas. Una de las recopilaciones más populares de monstruos marinos es la incluida en la obra de Olao Magno Historia de las gentes septentrionales.

## Monstruos marinos más populares
Las hipotéticas criaturas llamadas popularmente monstruos marinos y que son los más conocidas en el mundo, serían los siguientes:
- Ballena del Diablo: una ballena o tortuga que podía tragar barcos enteros y que aparece en Sinbad el Marino.
- Carcharocles megalodon: tiburón gigante prehistórico que nadaba en los océanos hace 19,8 y 2,6 millones de años.
- Cthulhu: monstruo marino de origen extraterrestre creado por escritor H.P Lovecraft.
- Escila y Caribdis, dos monstruos femeninos arquetípicos asociados con el estrecho de Mesina y que atormentaron a Ulises y a los argonautas.
- Escolopendra: descrita por Eliano, es un monstruo de enormes proporciones, que muestran larguísimos pelos saliendo de sus narices y la cola es plana y semejante a la cola de la langosta. El resto de su cuerpo se ve flotando sobre las olas y su tamaño es comparable a un trirreme grande. Nadan con muchas patas dispuestas en línea a uno y otro lado, como si dichas patas estuviesen encajadas en clavijas cual remos.[1]
- Jörmundgander: serpiente marina gigante de la mitología nórdica la cual mordiéndose la cola podía rodear al mundo. Hijo de Loki y Angrboda. En la batalla del fin del mundo, el Ragnarok, peleará contra Thor.
- Kraken: monstruo mitológico escandinavo. Su descripción más popular es la de un enorme y terrible calamar o pulpo gigante, de múltiples tentáculos que le salían de la cabeza, y que hundía embarcaciones y devoraba a la tripulación. Actualmente se cree que estos relatos fueron invenciones a partir de encuentros reales con calamares gigantes, criaturas existentes, de los cuales se sabe muy poco.
- Leviatán: criatura monstruosa que habitaba los mares en las historias semíticas.
- Medusa gigante: medusas de tamaños desproporcionados descritas por marineros de diversas épocas.

- Morgawr: también llamado el monstruo de Cornualles, es un críptido marino que se dice habitaría en la costa de Cornualles, Gran Bretaña, de la cual habría numerosos supuestos avistamientos durante 1975 y 1976, junto a Falmouth Bay. El 5 de marzo de 1976 fueron publicadas en el periódico Falmouth Packet dos fotografías de la bestia que, aunque llegaron a la redacción en forma anónima, solo mostraban una silueta. Posee cierto parecido con el monstruo del lago Ness.
- Nessie: reptil acuático posiblemente un plesiosaurio que habita en el lago Ness de Escocia.
- Ryūjin: dragón de la mitología japonesa, rey de los mares, con un castillo en las aguas más profundas.

- Serpiente marina: Variedad de monstruos marinos mitológicos de cuerpo largo y serpentino. Sus leyendas parten desde la época antigua e igualmente se han convertido en un clásico en la criptozoología.

## Apariciones
- En noviembre de 1970 un cadáver putrefacto fue arrastrado por la corriente hasta la playa de Mann Hill, Massachusetts, Estados Unidos. El cuerpo pesaba entre 16 a 20 toneladas, y parecía presentar una estructura que se asemejaba a un cuello largo. A pesar de que el cadáver fue despedazado por las tormentas, la mayoría de los científicos están seguros de que se trataría solo del cadáver de un tiburón que adquirió esa forma al descomponerse algunas partes de su cuerpo, por lo cual daba la falsa impresión de que se trataba de otro animal.

- El 25 de abril de 1977, el arrastrero japonés Zuiyo Maru izó a bordo los supuestos restos de un plesiosaurio, cerca de las costas de Nueva Zelanda. Debido al avanzado estado de descomposición del desconocido cadáver, el capitán, ordenó que después de haberlo fotografiado, se tomasen las medidas y obtenido algunas muestras de tejido, fuese lanzado de nuevo al mar, temeroso de que hubiese podido contaminar su carga de pescado. Muchos barcos, después del suceso, buscaron el desconocido cuerpo que habían arrojado los japoneses, pero sin éxito. Sin embargo, en cuanto al origen del cadáver, igualmente los científicos también están seguros de que se trataría de un tiburón, ya que no es extraño que los tiburones al descomponerse puedan adquirir estas formas. Prueba de ello, es que al ser analizadas las muestras que se tomaron en el barco, el bioquímico Dr. Shigeru Kilmora de la Universidad de Tokio, descubrió que los tejidos contenían un tipo especial de proteína, conocida como elastodina, que solo está presente en los tiburones y no en los otros grupos animales a los que se les atribuían el origen del cadáver.